# Tel Aviv (district)
Het district Tel Aviv is een van de zes districten van Israël. In december 2012 had het district 3.850.000 inwoners. Het district is omringd door het district Centrum.
In 2016 bedroeg het inwonertal 1.388.400 mensen. Het district beslaat 171 km², wat neerkomt op 7.465 inwoners per km². Het district maakt deel uit van de Goesj Dan, de agglomeratie van Tel Aviv waartoe ook district Centrum deels behoort. De hoofdstad van het district is Tel Aviv. De bevolking groeit met 1,2% per jaar.
Van de bevolking is 99,0% Joods en 1% Arabisch (waarvan 0,7% moslim en 0,3% christen).

## Steden in het district
1. Tel Aviv (תל אביב יפו (460.600
2. Benee Brak (בני ברק (218.400
3. Holon (198.חולון (000
4. Ramat Gan (רמת גן (172.500
5. Bat Yam (בת ים (165.000
6. Herzliya (הרצליה (106.700
7. Giv'atayim (גבעתיים (62.000
8. Ramat Hasjaron (רמת השרון (48.200
9. Or Yehuda (אור יהודה (38.900
10. Kiryat Ono (קרית אונו (43.200

## Gemeenten in het district
- Azor
- Kfar Shmaryahu

Noord · Haifa · Centrum · Tel Aviv · Jeruzalem · Zuid · 
Judea en Samaria (informeel)